# 第45回日本アカデミー賞
第45回日本アカデミー賞は、日本アカデミー賞協会の開催による2021年度の日本の映画賞。2022年（令和4年）3月11日に授賞式が行われた。選考の対象期間は、2021年1月1日から12月31日までの公開作品。

## 概要
日本アカデミー賞協会が、日本の映画芸術、技術、科学の向上発展のために設け、その年度の該当者に栄誉を与えると共に、諸事業を通じて、会員相互の親睦、海外映画人との交流を計り、日本映画界の振興に寄与することを目的としている。授賞式の地上波放映権は、日本テレビが持つ。

## 授賞式司会
- 羽鳥慎一（フリーアナウンサー）
- 長澤まさみ（女優、前回最優秀主演女優賞を受賞）

## 受賞者
作品賞や監督賞など「正賞」が15部門、話題賞や新人俳優賞など「その他の賞」7部門、合計22部門で構成される。正賞は、1部門ごとに5作品または5名が優秀賞として選考（ノミネート）され、授賞式で最優秀賞が決定される。新人俳優賞は男女2〜5名を優秀賞として選ぶのみで、最優秀賞は設けない。

### 最優秀作品賞
- 『ドライブ・マイ・カー』

#### 優秀作品賞
- 『キネマの神様』
- 『孤狼の血 LEVEL2』
- 『すばらしき世界』
- 『護られなかった者たちへ』

### 最優秀アニメーション作品賞
- 『シン・エヴァンゲリオン劇場版』

#### 優秀アニメーション作品賞
- 『アイの歌声を聴かせて』
- 『漁港の肉子ちゃん』
- 『劇場版 呪術廻戦 0』
- 『竜とそばかすの姫』

### 最優秀監督賞
- 濱口竜介『ドライブ・マイ・カー』

#### 優秀監督賞
- 白石和彌『孤狼の血 LEVEL2』
- 瀬々敬久『護られなかった者たちへ』
- 西川美和『すばらしき世界』
- 成島出『いのちの停車場』

### 最優秀脚本賞
- 濱口竜介、大江崇允『ドライブ・マイ・カー』

#### 優秀脚本賞
- 池上純哉『孤狼の血 LEVEL2』
- 西川美和『すばらしき世界』
- 林民夫、瀬々敬久『護られなかった者たちへ』
- 山田洋次、朝原雄三『キネマの神様』

### 最優秀主演男優賞
- 西島秀俊『ドライブ・マイ・カー』

#### 優秀主演男優賞
- 佐藤健『護られなかった者たちへ』
- 菅田将暉『花束みたいな恋をした』
- 松坂桃李『孤狼の血 LEVEL2』
- 役所広司『すばらしき世界』

### 最優秀主演女優賞
- 有村架純『花束みたいな恋をした』

#### 優秀主演女優賞
- 天海祐希『老後の資金がありません!』
- 永野芽郁『そして、バトンは渡された』
- 松岡茉優『騙し絵の牙』
- 吉永小百合『いのちの停車場』

### 最優秀助演男優賞
- 鈴木亮平『孤狼の血 LEVEL2』

#### 優秀助演男優賞
- 阿部寛『護られなかった者たちへ』
- 堤真一『ザ・ファブル 殺さない殺し屋』
- 仲野太賀『すばらしき世界』
- 村上虹郎『孤狼の血 LEVEL2』

### 最優秀助演女優賞
- 清原果耶『護られなかった者たちへ』

#### 優秀助演女優賞
- 石原さとみ『そして、バトンは渡された』
- 草笛光子『老後の資金がありません!』
- 西野七瀬『孤狼の血 LEVEL2』
- 広瀬すず『いのちの停車場』

### 最優秀撮影賞
- 四宮秀俊『ドライブ・マイ・カー』

#### 優秀撮影賞
- 笠松則通『すばらしき世界』
- 加藤航平『孤狼の血 LEVEL2』
- 近森眞史『キネマの神様』
- 鍋島淳裕『護られなかった者たちへ』

### 最優秀照明賞
- 高井大樹『ドライブ・マイ・カー』

#### 優秀照明賞
- 宗賢次郎『すばらしき世界』
- 川井稔『孤狼の血 LEVEL2』
- 土山正人『キネマの神様』
- かげつよし『護られなかった者たちへ』

### 最優秀音楽賞
- 岩崎太整、Ludvig Forssell、坂東祐大『竜とそばかすの姫』

#### 優秀音楽賞
- 岩代太郎『キネマの神様』
- 大友良英『花束みたいな恋をした』
- 村松崇継『護られなかった者たちへ』
- 安川午朗『いのちの停車場』
- 安川午朗『孤狼の血 LEVEL2』

### 最優秀美術賞
- 原田哲男『燃えよ剣』

#### 優秀美術賞
- 今村力『孤狼の血 LEVEL2』
- 西村貴志『キネマの神様』
- 福澤勝広『いのちの停車場』
- 松尾文子『護られなかった者たちへ』

### 最優秀録音賞
- 伊豆田簾明、野村みき『ドライブ・マイ・カー』

#### 優秀録音賞
- 浦田和治『孤狼の血 LEVEL2』
- 高田伸也『護られなかった者たちへ』
- 長村翔太『キネマの神様』
- 藤本賢一『いのちの停車場』

### 最優秀編集賞
- 山崎梓『ドライブ・マイ・カー』

#### 優秀編集賞
- 石島一秀『キネマの神様』
- 大畑英亮『いのちの停車場』
- 加藤ひとみ『孤狼の血 LEVEL2』
- 早野亮『護られなかった者たちへ』

### 最優秀外国作品賞
- 『007/ノー・タイム・トゥ・ダイ』

#### 優秀外国作品賞
- 『テーラー 人生の仕立て屋』
- 『ノマドランド』
- 『ミナリ』
- 『DUNE/デューン 砂の惑星』

### 話題賞

#### 俳優部門
- 菅田将暉『花束みたいな恋をした』

#### 作品部門
- 『シン・エヴァンゲリオン劇場版』

### 新人俳優賞
- 今田美桜『東京リベンジャーズ』
- 西野七瀬『孤狼の血 LEVEL2』
- 三浦透子『ドライブ・マイ・カー』
- 吉川愛『ハニーレモンソーダ』
- 磯村勇斗『ヤクザと家族 The Family』『劇場版「きのう何食べた?」』
- 尾上右近『燃えよ剣』
- 宮沢氷魚『騙し絵の牙』
- Fukase『キャラクター』

### 協会特別賞
- 大林恭子
- 笹竹利行
- 月岡貞夫

### 会長功労賞
- 草笛光子
- 戸田奈津子
- 野上照代
- 野沢雅子
- 森英恵
- 山﨑努

### 会長特別賞
- 大塚康生
- 原正人
- 田中邦衛
- 千葉真一
- 澤井信一郎
- 髙岩淡
- ワダエミ

### 岡田茂賞
- 京都アニメーション
- 東映アニメーション

## 授賞式中継
テレビ・ラジオの放送はスタジオ部分は生放送となるが、授賞式部分は事前収録での放送。またインターネット配信は全編生放送。時間はJST。

### テレビ
- 日本テレビ系列
  - 3月11日（金）21:00 - 22:54
  - スタジオ部分にはナビゲーターとして坂上忍（俳優・タレント）、進行役として水卜麻美（日本テレビアナウンサー）、授賞式会場でのインタビュアーとして岩田絵里奈（日本テレビアナウンサー）がそれぞれ出演。
- 日テレプラス（CS放送）
  - 3月12日（土）21:00 - 23:00（地上波版の再放送）
  - 3月26日（土）21:00 - 24:30（未公開シーンを加えた完全版）
  - 4月15日（金）22:00 - 25:30（完全版の再放送）

### ラジオ
- ニッポン放送（NRN系列18局ネット）
  - 3月11日（金）27:00 - 29:00[3]『オールナイトニッポン0(ZERO)〜第45回日本アカデミー賞スペシャル〜』として放送。
  - スタジオ部分にはパーソナリティおよび会場での取材MCとして荘口彰久（フリーアナウンサー）、アシスタントとして前島花音（ニッポン放送アナウンサー）が出演。

### インターネット配信
- 日テレ系ライブ配信（TVerにて地上波と同時配信）[4]
- この他、TVerでは番組本編とは別にウェルカムレセプションとレッドカーペットについてもライブ配信する[4]。

## テレビスタッフ
- 主催：日本アカデミー賞協会
- 舞台演出：後藤範之
- イベントプロデューサー：前田章利、大澤良子、橘佑香里、内藤智子、光岡裕子、根本浩史
- 協力：電通
- 番組構成：町山広美
- ナレーション：草彅剛、松岡禎丞
- 技術統括：村上正

＜会場中継＞
- - 中継車演出：蒲龍太郎
  - 中継車ディレクター：廣瀬隆太郎
  - プロデューサー：貝瀬芳和、田辺渉
  - FM：森田隆行
  - FD：田野辺陽平、海老澤友美子
  - TK：竹島祐子
  - TD：岡田洋一
  - SW：東武志、浅田昇
  - カメラ：岩永雄允
  - 中継カメラ：山田大輔
  - 音声：櫻田勝博
  - 中継音声：安楽修平
  - 調整：片山雄斗
  - 照明：谷田部恵美、岩井千知
  - モニター：杉山知浩
  - 音効：福永真弓
  - 美術：大川明子、葛西剛太
  - デザイン：波多野真理、高井美貴
  - 大道具：鷲嵜季映、清水綾乃
  - 装置：石原隆
  - 電飾：佐久間康仁、飯塚奈美
  - アクリル装飾：松本健、山田隼人
  - 装飾：伊沢英樹、矢吹竜也
- 技術協力：NiTRO、東京音研、SIS、ジャパンテレビ、セッターズ
- 美術協力：日テレアート

＜汐留SVスタジオ＞
- - ディレクター：松本慎太朗、佛田珠美、吉田大光、野島穣治
  - プロデューサー：浜武由衣
  - TK：井﨑綾子、田中彩、伊村佳恵
  - TD：鈴木裕美
  - SW：野平和之
  - 音声：山本慎吾
  - カメラ：渡辺浩、高木佳菜
  - 照明：千葉雄
  - 調整：横山秀樹、三橋崇弘
  - 音効：中村由紀
  - ECG：吉本江里菜、馬屋原彩咲
  - CG：野村俊介、水落功真
  - バーチャルデザイン：大竹栄子、園田悠之佑
  - ノンリニア編集：林田泉

＜ディレード＞
- - ディレクター：寺山順二、後藤一輝、松本尚也、角尚紀
  - TK：山澤啓子、山際慎子
  - 編集統括：布施智康、水寄謙一
  - 編集：太田初穂、武山智泰、井草栄美、三宮泰樹、花井岳男、中出祐樹、小山田恭平、今中寛幸
  - 送出：秦優貴、須藤唯、高村治延
  - リサーチ：フォーミュレーション
  - 編集・MA：NiTRO、イカロス
- ディレクター：小倉寛太、黒川勝功、片岡明日香、永井ひとみ、藤山志歩、田村優典、東海林大介、齋藤郁恵、長沼秀幸、橋本翔輝／西出凌太朗、海上芽来、桑子怜、上野智子、髙橋麻利、佐々木彩乃、西村紗姫
- 制作進行：小松正樹
- 制作デスク：高桑繭子
- 演出：増田雄太、冨永琢磨、高木悟
- プロデューサー：岩崎小夜子、藤戸星妃、佐藤友美、須藤大介、阿河朋子、日下潤、中村恭子、細川好公、伊藤実枝子
- チーフプロデューサー：原司
- 制作協力：日企、えすと、AXON
- 製作著作：日本テレビ

## 選考基準
日本アカデミー賞の選考基準は下記の通り。
- 対象期間は、公開が2021年1月1日から12月31日。
- 対象期間中、東京地区に於いて有料で初公開された40分以上の劇場用 劇映画及びアニメーション作品。
- 劇場公開を目的に製作された新作で、東京地区の同一劇場で1日3回、かつ2週間以上映画館のみで連続して上映された作品。
- ドキュメンタリー、特別興行、イベント上映、再上映、映画祭のみで上映された作品は除く。
- モーニング・レイトショーのみの作品は除く。
- 洋画のアニメーション作品は、外国作品賞の対象となる。
- 撮影賞と照明賞は同一の作品で対象となる。
- 同日含め先に配信、TVで放送されたもの及びTV放送の再編集劇場版は新作とみなさない。ただし、放送後に新たに撮影された部分が大半の場合は、新作とする。
- 邦画洋画の区別は、日本アカデミー賞協会の基準に基づいて判定する。
- 新人俳優賞は、これまで日本アカデミー賞において受賞歴がなく、原則として映画初出演でなくとも主演・助演クラスの大役を演じ、印象を与えた俳優を対象とする。
- 対象作品は以上の選考基準のもと、各々の作品について、協会が確認・判断のうえ決定する。

この第45回の選考に限り、東京地区の映画館休業・時短営業などを考慮し、以下の期間に公開初日を迎えた作品について特別措置を行った。
- 【2021年4月16日 - 5月31日に公開された作品】東京地区に限らず2週間以上（1日の回数や同一劇場を問わず）上映された作品を対象とする。
- 【2021年6月1日 - 9月30日に公開された作品】東京地区の同一劇場で1日3回1週間上映し、2週間以上連続して上映された作品を対象とする（2週目以降の回数は問わない）。